# Passerelle des Trois Pays
La passerelle des Trois Pays (en allemand : Dreiländerbrücke) est un pont qui traverse le Rhin entre les villes de Huningue (France) et de Weil-am-Rhein (Allemagne). Elle détient le record du monde de la plus longue passerelle réservée aux piétons et aux vélos.
Son nom vient de sa localisation entre l'Allemagne, la France et la Suisse (qui se trouve à une centaine de mètres du pont).
Elle a été construite par l'architecte franco-autrichien Dietmar Feichtinger.

## Caractéristiques techniques
- 238 m de portée
- 7,8 m de tirant d'air
- 24,75 m en son point le plus haut

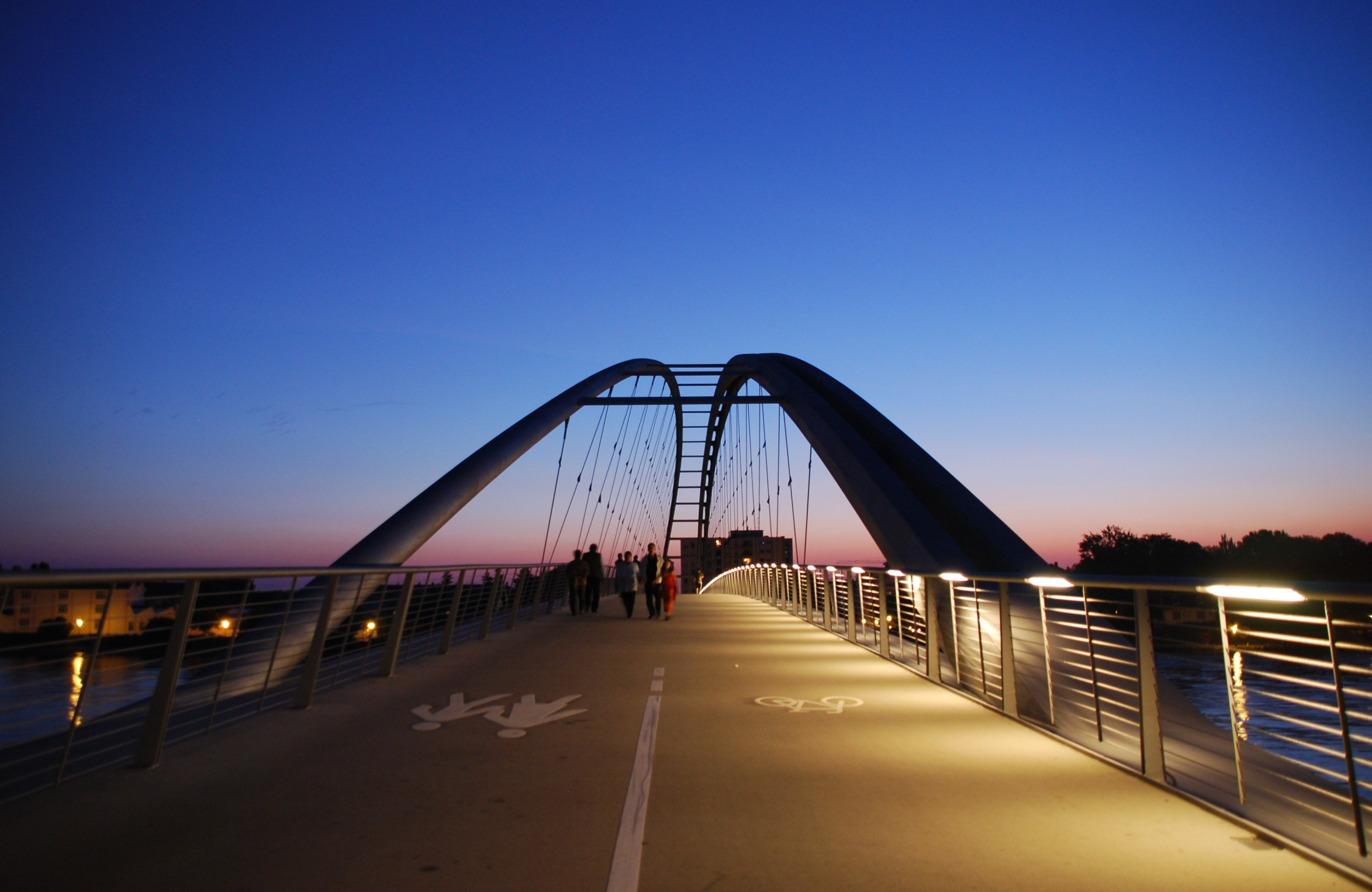
La passerelle est divisée en deux parties. D'un côté les piétons, de l'autre les vélos.

- 1 012 tonnes d'acier
- 1 798 m3 de béton
- 805 m de câbles de 30 et 60 mm de diamètre

## Histoire
Le pont a été assemblé à proximité, sur le port de Huningue, puis remorqué sur quelques centaines de mètres sur le Rhin pour être posé sur ses socles le 26 novembre 2006. Accessible depuis le 30 mars 2007, la passerelle fut officiellement inaugurée dans la nuit du 30 juin au 1er juillet 2007.
Le coût de la passerelle s'élèva à près de 9 millions d'euros dont :
- 1 689 000 € de l'Union européenne
- 2 592 000 € du land Bade-Wurtemberg
- 998 000 € de la ville de Weil-am-Rhein
- 3 725 000 € de la France dont 1 900 000 € de la communauté de communes des Trois Frontières.
- La passerelle a reçu le Deutscher Brückenbaupreis 2008 (Prix allemand pour la construction de ponts).

## Galerie photos

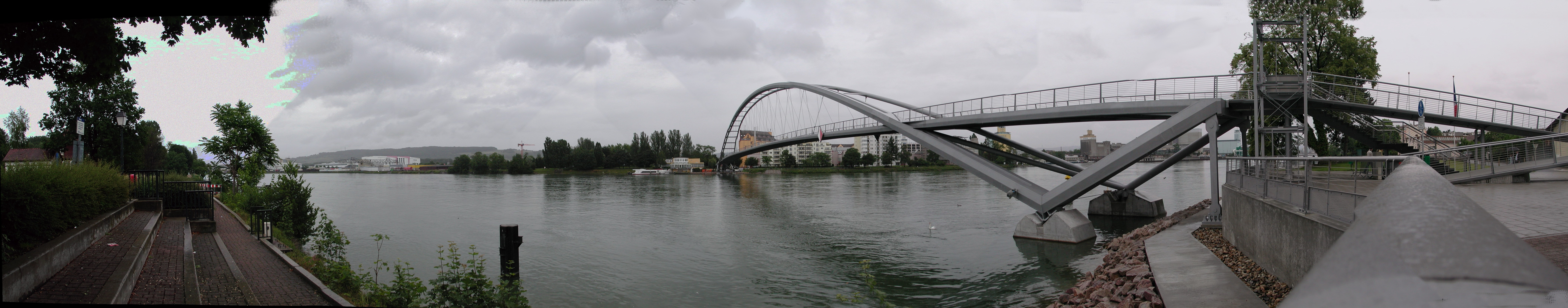
Panorama

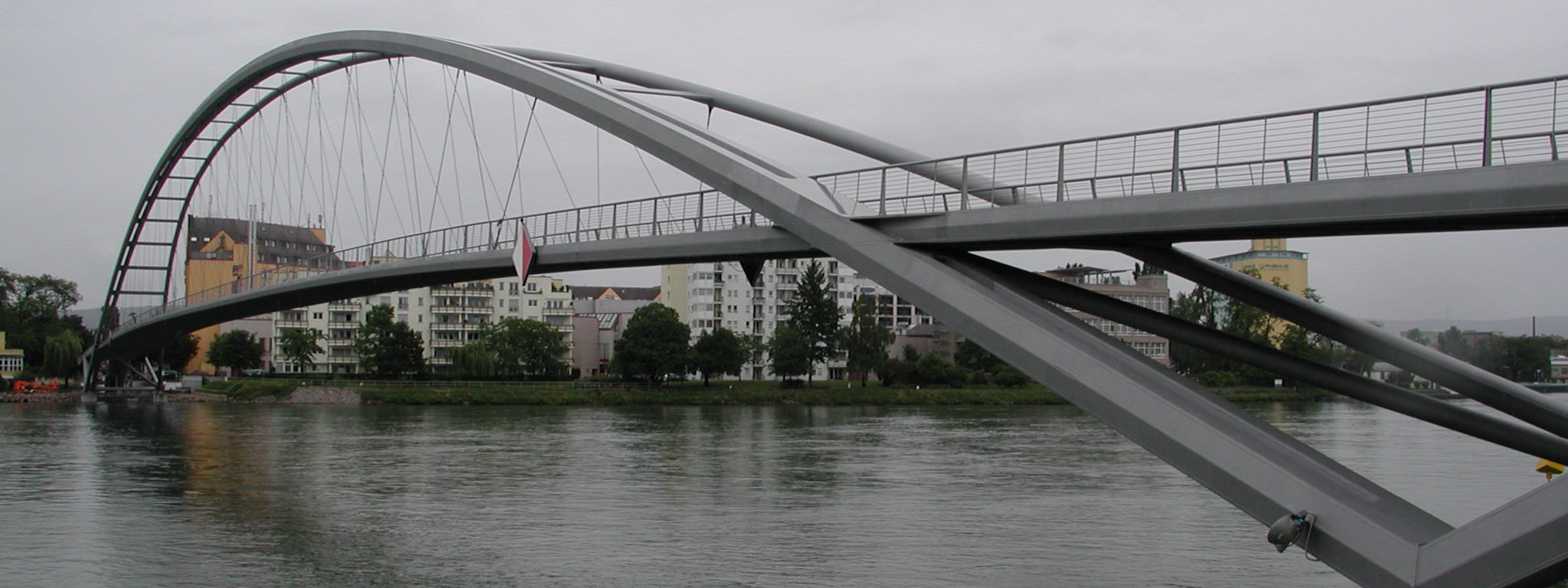
Vue depuis la rive française
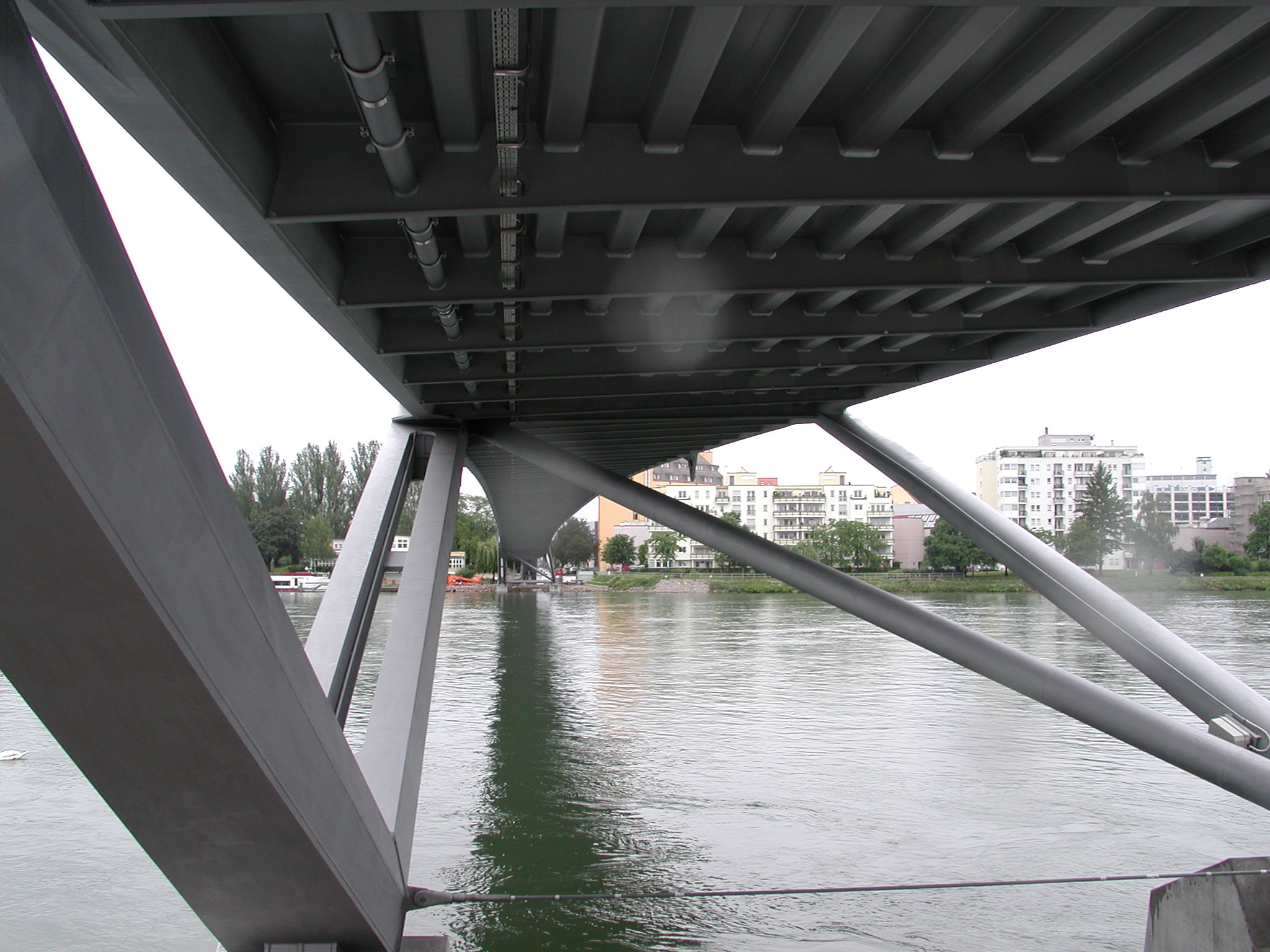
Vue du dessous